# Castelfranco Emilia
Castelfranco Emilia é uma comuna italiana da região da Emília-Romanha, província de Modena, com cerca de 24.900 habitantes. Estende-se por uma área de 102 km², tendo uma densidade populacional de 244 hab/km². Faz fronteira com Anzola dell'Emilia (BO), Bazzano (BO), Crespellano (BO), Modena, Nonantola, San Cesario sul Panaro, San Giovanni in Persiceto (BO), Sant'Agata Bolognese (BO).

## Demografia
| Variação demográfica do município entre 1861 e 2011                               |
|                                                                                   |
| Fonte: Istituto Nazionale di Statistica (ISTAT) - Elaboração gráfica da Wikipedia |

## Personagens célebres
- Alfonsina Strada, a única mulher que competiu na versão masculina do Giro d'Italia (1924)
- Valerio Massimo Manfredi, historiador, arqueólogo e jornalista (1943)